# Valea Mare (Vâlcea)
Valea Mare é uma comuna romena localizada no distrito de Vâlcea, na região de Oltênia. A comuna possui uma área de  km² e sua população era de 3156 habitantes segundo o censo de 2007.